# San Giorgio in Brenta
San Giorgio in Brenta (San Dordi in veneto) è una località in provincia di Padova il cui territorio ricade prevalentemente nel comune di Fontaniva, ma anche in quelli di San Giorgio in Bosco (località Cogno) e Cittadella (località Gaianiga). È situato sulla riva sinistra del fiume Brenta e conta circa 1 300 abitanti.

## Storia
Il paese fu a lungo sottoposto alla Pieve di San Donato di Cittadella, come attesta la prima fonte scritta in cui la località è citata nel 1234.
San Giorgio in Brenta sorse ai margini sud-occidentali della centuriazione romana nell'area alto padovana e bassanese sul decumano della via Postumia.
L'importanza che ebbe in epoca medievale è probabilmente dovuta al passaggio per l'attraversamento del Brenta, non lontano dai castelli di Carturo e Onara e sottoposto al castello dei Fontaniva.
Durante l'occupazione napoleonica e austriaca San Giorgio in Brenta viene riportato nell'archivio storico del catasto di Padova come comune, indipendente da Fontaniva, e assieme a Bolzonella faceva parte del distretto di Piazzola sul Brenta.
Tra il 25 e il 27 aprile del 1945 parte dei resti dell'esercito tedesco in ritirata e diretto verso la Germania attraversò il fiume Brenta a San Giorgio in Brenta.
I ponti sul Brenta di Carturo e di Fontaniva erano stati distrutti da mesi attraverso ripetuti e frequenti borbardamenti delle forze aree alleate.
Testimoni ricordano che in quei giorni il Brenta era in piena e che i soldati dell'esercito tedesco per riuscire a guadare il fiume in piena dovettero lasciare sulla sponda di Grantorto parte delle armi e delle munizioni. 
Molti testimoni ricordano che i soldati che riuscirono ad attraversare il fiume in piena si presentarono sulla riva di San Giorgio in Brenta tenendo in mano un bastone con un fazzolezzo bianco legato sulla sommità chiedendo solamente qualcosa da vestire per tornare in Germania. 
Molti di loro furono aiutati dalla popolazione per "carità cristiana" - così raccontano i testimoni.
Nelle immediate vicinanze di San Giorgio in Brenta, in località Cogno, gruppi di resistenza partigiana cercarono di oscacolare la ritirata sfociando in feroci rappresaglie dell'esercito tedesco, sconfitto ma non distrutto.

## Monumenti e luoghi d'interesse
- Il Palazzo Borromeo, ora Palazzo Fantoni, presenta diversi rustici e barchesse, e risale al XVI secolo. Fu costruito dal ramo padovano dei Borromeo come residenza di campagna. Conserva pitture della scuola del Tintoretto.

- La chiesa parrocchiale di San Giorgio venne edificata nel XVII secolo, per poi essere ristrutturata nel 1947. L'attuale facciata, in stile moderno, fu realizzata nel 1960[2].

- Il bosco del Brenta è un'area boschiva naturale larga nel punto massimo circa 600m e lunga 2200m. L'area boschiva è segnata da sentieri percorribili a piedi, bici e cavallo, ed è composta dalla tipica vegetazione spontanea delle zone fluviali del Veneto. Tra le piante ad alto fusto presenti nel bosco possiamo notare una prevalenza di salici selvaci, una buona percentuale di pioppi e dei platani; si trovano anche gelsi e acacie.

## Cave di ghiaia
Una profonda modifica di carattere idrogeologico del territorio di San Giorgio in Brenta e di tutta la zona in genere è avvenuta a partire dal 1950 quando sono cominciate le escavazioni di ghiaia e sabbia nel greto del fiume per poi estendersi in cave di profondità nelle immediate vicinanze del fiume (poche decine di metri). 
Questa attività ha prodotto un duplice effetto in quanto ha abbassato il letto del fiume di diversi metri ed ha abbassato il livello delle falde d'acqua presenti.
L'abbassamento del letto del fiume ha portato due conseguenze principali:
- Il crollo del ponte di Fontaniva sul fiume Brenta nel 1976 durante una piena (Brentana) e il dissesto statico del ponte della ferrovia a poche decine di metri e del ponte di Carturo a pochi chilometri a valle da San Giorgio in Brenta
- Una profonda modifica del letto e del tragitto del fiume stesso nel territorio.

Le escavazioni a pochi chilometri a valle del ponte di Fontaniva hanno avuto come effetto un abbassamento del letto del fiume. Questo abbassamento del letto del fiume fu di entità tale da scoprire le fondamenta dei piloni del ponte. Durante una Brentana, il ponte ridotto in quello stato, fu abbattuto dalla violenza della piena. Il ponte crollato era stradale ed era gemello di quello della ferrovia, gravemente danneggiato dagli stessi eventi. I due ponti gemelli erano stati costruiti a poche decine di metri di distanza ed erano stati realizzati intorno al 1950.
Altro effetto delle escavazioni nel letto del fiume e nelle immediate vicinanze fu lo spostamento del letto del fiume stesso. Negli anni a cavallo tra il 1960 e il 1990 si è assistito ad un nuovo assestamento del letto del fiume. Nel far questo il fiume Brenta ha abbassato il letto di almeno 3 metri, e lo ha allargato portandolo alla larghezza massima in alcuni punti di 600 metri. 
Durante questo trentennio il Brenta ha eroso la strada del Brenta che congiungeva San Giorgio in Brenta alla contrà Belgio attraverso il bosco del Brenta e almeno 100 ettari di terreno di proprietà delle famiglie adiacenti al fiume ed utilizzato come bosco.
Altra cosa da notare è che nonostante le ripetute e vibranti segnalazione della popolazione alle autorità locali e nazionali non è stata realizzata nessuna opera di difesa e contenimento del Brenta, ma si è lasciato che il fiume prendesse il suo nuovo corso naturalmente senza intervenire.
Le famiglie che storicamente vivevano nelle vicinanze del Brenta raccontano che fino alla fine degli anni '50 soventemente il Brenta usciva dagli argini durante le piene e invadeva terreni ed il piano terra delle abitazioni. 
Questi eventi a causa delle cave di ghiaia sono venute a cessare verso l'inizio degli anni '60. Allo stato attuale non si ritiene possibile una esondazione di questo tipo.

## Geografia antropica
In San giorgio in Brenta sono presenti le seguenti contrade (in ordine alfabetico):
- Basse
- Borromeo
- Centro
- Cogno
- Gaianighe
- Peschiere
- Vignale